# Becheni (okręg Gorj)
Becheni – wieś w Rumunii, w okręgu Gorj, w gminie Roșia de Amaradia. W 2011 roku liczyła 122 mieszkańców.